# Zeitversetztes Fernsehen

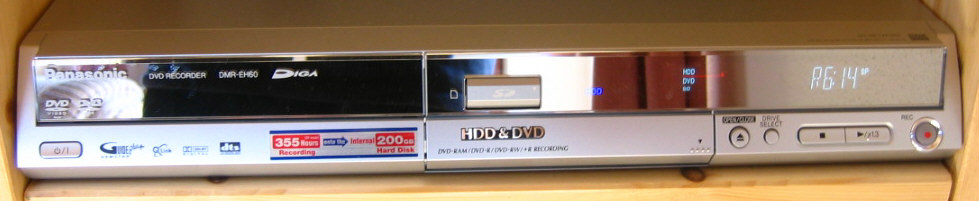
Für zeitversetztes Fernsehen doppelt gerüstet: Videorekorder mit DVD-RAM und Festplattenlaufwerk

Zeitversetztes Fernsehen (auch Time-Shift [ˈtaɪmˌʃɪft], Time-Shifting [-ˌʃɪftɪŋ], Time-Slip [ˈtaɪmˌslɪp] oder Chase Play [ˈtʃeɪsˌpleɪ] genannt) ist eine Funktion in digitalen Videorekordern, PCs mit TV-Karte und digitalen Receivern mit Festplatte, bei der eine Sendung gleichzeitig aufgenommen und wiedergegeben werden kann. Dadurch kann noch während der Aufnahme einer Sendung damit begonnen werden, diese anzusehen.
Wenn man während des Ansehens einer Fernsehsendung zum Beispiel durch einen Telefonanruf gestört wird, kann man einfach die Taste „Time Shift“ bzw. „Pause“ auf der Fernbedienung drücken, wodurch der Film „stoppt“, jedoch im Hintergrund weiter aufgezeichnet wird. Nach Beendigung des Telefonats kann man die Sendung am selben Punkt weitersehen, an dem man gestoppt hat.
Auch Werbeblöcke können mit dieser Funktion übersprungen werden, indem man sie mit der Vorspulen-Taste überspringt.
Durch die Nutzung der CI+-Technologie, wie sie beispielsweise in zertifizierten Receivern und CI-Modulen bei Nutzung eines HD+-Abonnements verwendet wird, kann das Vorspulen deaktiviert und der maximale Versatz begrenzt werden.
Zeitversetztes Fernsehen ist u. a. mit folgenden Konfigurationen möglich:
- Festplatten-Videorekordern (extern oder im Fernsehgerät integriert)
- DVD-Videorekordern, die DVD-RAM unterstützen
- PCs mit TV-Karten, bei ausreichend schneller Systemkonfiguration
- Digitale Receiver mit Festplatte, wie z. B. die Dreambox
- Digitale Receiver mit USB-Speicher (Stick bzw. Festplatte)

Bei IPTV kann Timeshift auch auf Basis von netzbasierten Komponenten angeboten werden. Neben der Set-Top-Box ist dann keine kundenindividuelle Hardware notwendig.

## Timeshift-Sender
In einigen Ländern ist es bei größeren Fernsehsendern üblich, sie zusätzlich zeitversetzt auszustrahlen. Vorteile sind, dass sich Zuschauer spontan entscheiden und auch einen anderen Sender schauen können, während die Sendung auf dem Hauptsender bereits läuft. Nachteile sind, dass der Versatz vom Sender vorgegeben wird (bei Sky Cinema immer 1 und 24 Stunden, in Großbritannien 1 Stunde, in Russland 2 sowie oft 3 oder mehr Stunden) und die Bildqualität teilweise schlechter ist (niedrigere Auflösung bzw. kein HD). Im deutschen Free-TV ist Super RTL der erste Fernsehsender mit einem Timeshift-Sender (Toggo plus). Auch Welt (vormals N24) hat mit N24 Doku einen Timeshift-Sender. Beide nehmen die Rolle jedoch nicht den ganzen Tag über ein und senden ansonsten ein eigenes Programm. Tagesschau24 bietet dieses Verfahren ebenfalls.